# Ingersheim (Baden-Württemberg)
Ingersheim è un comune tedesco di 6 421 abitanti, situato nel land del Baden-Württemberg.